# EB84
EB84 är The Everly Brothers comeback-album, utgivet i november 1984. Albumet är producerat av Dave Edmunds.
Efter den lyckosamma återföreningskonserten den 23 september 1983 i Royal Albert Hall i London kontaktades olika låtskrivare för att skriva material för The Everly Brothers första studioalbum sedan 1973. Inom några dagar hade Paul McCartney skrivit ihop och spelat in en demo av sin "On The Wings of a Nightingale" som passade bröderna perfekt. Plattans mest "modernt" arrangerade låt är Jeff Lynnes "The Story of Me" som använder sig av syntersizers.
En betydligt rockigare platta, med lite tyngre, modernare produktion än deras tidigare album. Bland musikerna märks Albert Lee och Dave Edmunds på gitarr samt Pete Wingfield på keyboards.
Albumet nådde Billboard-listans 38:a plats (deras bästa placering i USA sedan 1962).
På englandslistan nådde albumet 36:e plats.

## Låtlista
Singelplacering i Billboard inom parentes. Placering i England=UK 

### Sid A
1. On The Wings of a Nightingale (Paul McCartney) (#50, UK 4)
2. Danger Danger (Frankie Miller)
3. The Story of Me (Jeff Lynne)
4. I'm Takin' My Time (Rick Beresford/Patrick Alger)
5. The First in Line (Paul Kennedy)

### Sid B
1. Lay, Lady, Lay (Bob Dylan)
2. Following the Sun (Don Everly)
3. You Make it Seem so Easy (Don Everly)
4. More Than I Can Handle (Pete Wingfield/Mike Vernon)
5. Asleep (Don Everly)